# Notostira erratica
Notostira erratica är en insektsart som först beskrevs av Carl von Linné 1758.  Notostira erratica ingår i släktet Notostira, och familjen ängsskinnbaggar. Arten är reproducerande i Sverige.

## Bildgalleri

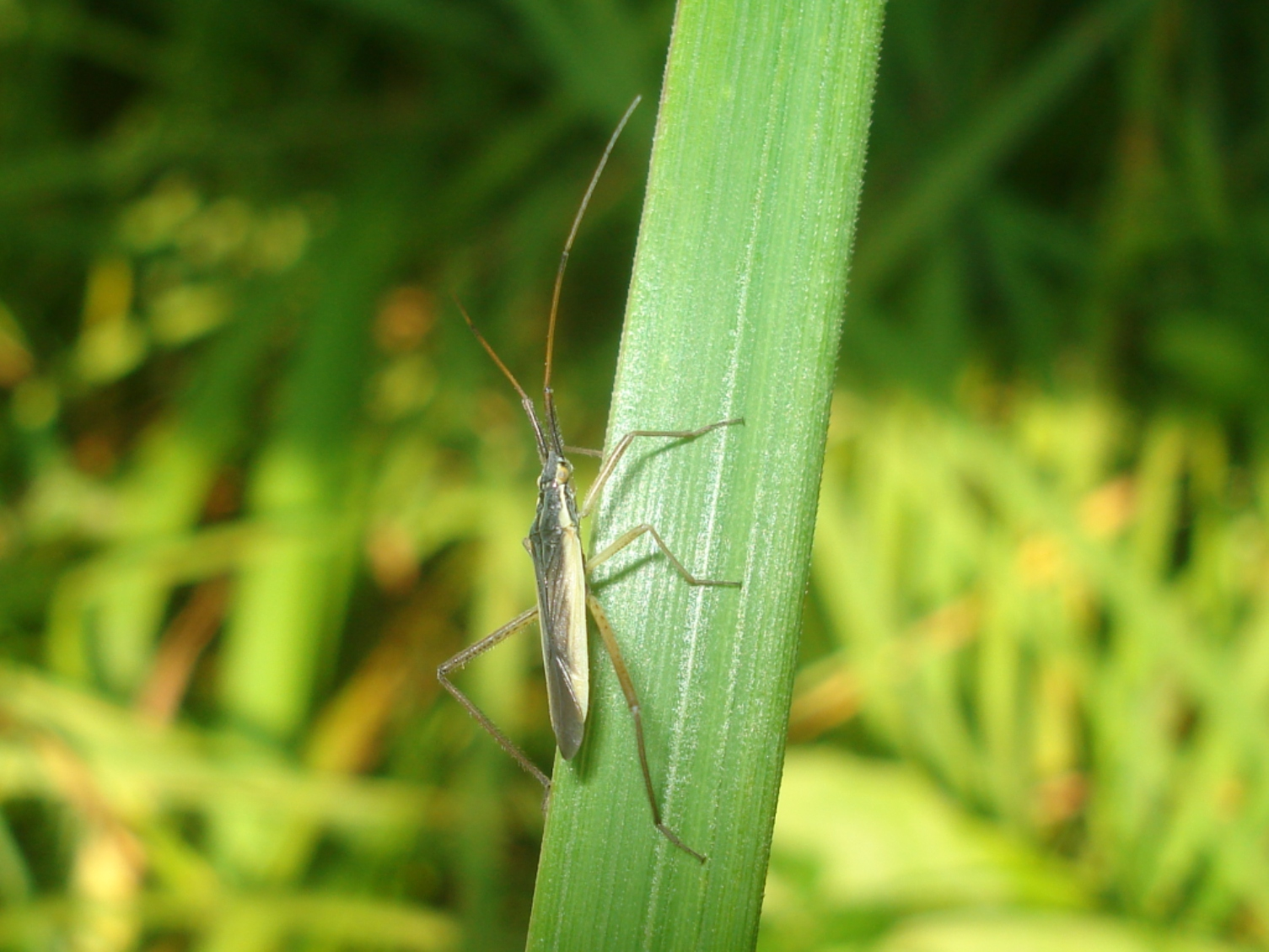